# Doab
Doab (urdu: دوآب, hindi: दोआब, del farsi: دوآب dōāb, de dō, "dos" + āb, "aigua" o "riu") és un terme usat a l'Índia i al Pakistan per la "llengua" o extensió de terra que s'estén entre dos rius convergentso confluents. És similar a un interfluvi. A l' Oxford Hindi-English Dictionary, R. S. McGregor el defineix com "una regió que s'estén entre i arribar a la confluència de dos rius (especialment la que hi ha entre la Ganges i Jumna)."

## Doab

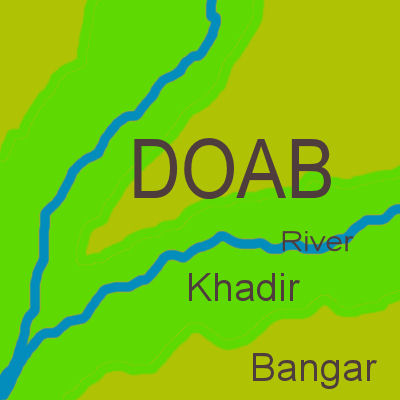
En qualsevol doab, la terra khadar (verd) es troba al costat d'un riu, mentre que la terra bangar (oliva) té major elevació i es troba més lluny del riu

Des del nord de l'Índia i del Pakistan fluïen una multiplicitat de rius des de l'Himàlaia que divideixen les planes en  doabs  (és a dir, regions entre dos rius), la plana Indo-Ganges consisteix en alternar les regions del riu,  Khadir  i Bangar. Els centres de les doabs consisteixen en planes propenses a les inundacions o bangar, i les perifèries de major alçada que voregen els rius consisteixen en Khadir.
Històricament, els pobles dels doabs s'han classificat oficialment com a Khadir, Khadir-Bangar (és a dir, mixtes) o Bangar durant molts segles i se'ls ha aplicat diferents taxes d'impostos agrícoles en funció dels nivells d'escala de productivitat de la terra.

## Províncies Unides Doab
Les Províncies Unides Doab cobreixen els estats actuals d'Uttar Pradesh i Uttrakhand i no són qualificats pels noms dels rius, designen el tracte al·luvial pla entre els rius Ganges i Yamuna que s'estenen des del Siwalik fins a la confluència dels dos rius a Allahabad. La regió té una superfície d'aproximadament 23.360 milles quadrades (60.500 quilòmetres quadrats); és d'aproximadament 500 milles (805 km) en longitud i 60 milles (97 km) d'ample.
La regió del Doab ocupa un lloc destacat en la història i els mites de període vèdic. Els britànics van dividir el Doab en tres districtes o zones administratives, a saber, Alt Doab (Meerut), Doab Mitjà (Agra) i Baix Doab (Allahabad). Aquests districtes estan dividits en altres districtes, segons s'enumeren a continuació.
Els següents districtes estats formen part de la  Doab :

### Alt Doab
Dehradun, Haridwar, Rishikesh,  Muzaffarnagar,  Saharanpur,  Meerut, Ghaziabad,  Gautam Buddha Nagar, Bulandshahr i Delhi.

### Doab Central o Mitjà
Etah, Kasganj,  ligarh, Agra, Hathras, Firozabad, Farrukhabad, Kannauj, Mainpuri, Etawah, Auraiya i Mathura.Mathura està a la regió trans-Yamuna de Braj.

### Baix Doab
Kanpur, Fatehpur, Kaushambi i Allahabad.

## Els doabs del Punjab

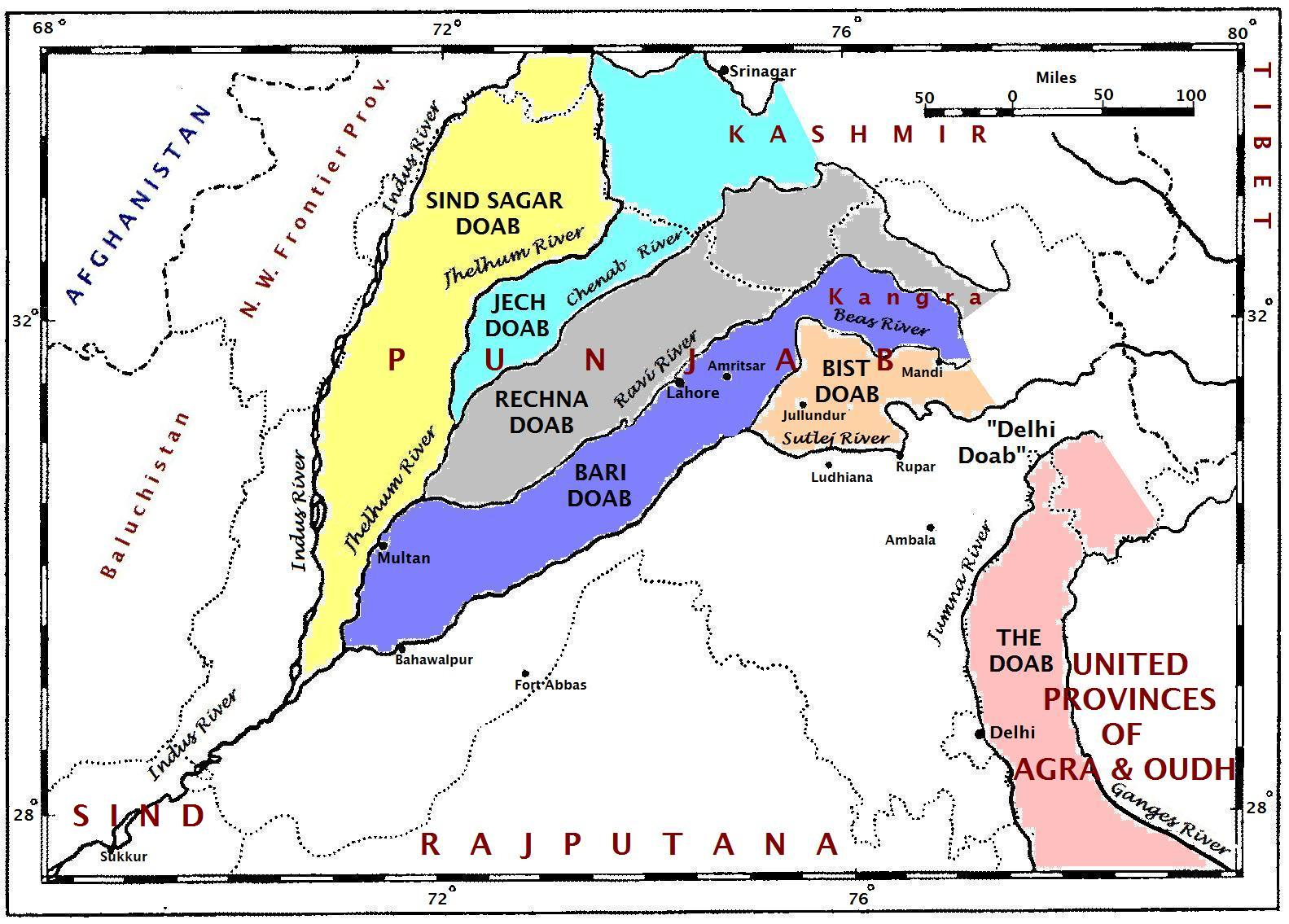
Mapa del Punjab ca. 1947 mostrant els diferents doabs.

Cadascuna de les extensions de terra que s'estén entre els rius confluents de la regió del Punjab del Pakistan i l'Índia té un nom diferent, es diu que va ser encunyat per Raja Todar Mal, un ministre de l'emperador mogol Akbar. Els noms (excepte 'Sindh Sagar') són una combinació de les primeres lletres, en l'alfabet persa, dels noms dels rius que limiten el Doab. Per exemple, Jech = 'Je' (Jhelum) + 'Ch' (Chenab). Els noms són (d'oest a est):

### Sind Sagar Doab
El Sind Sagar Doab es troba entre els rius Indus i Jhelum

### Jech Doabs
El Jech Doab (també Chaj Doab) (una petita porció del Jech Doab és Majha) es troba entre els rius Jhelum i Chenab.

### Rechna Doabs
El Rechna Doab (porció considerable del Rechna Doab és Majha) es troba entre els rius Chenab i Ravi.

### Bari Doabs
El Bari Doab (una porció considerable del Bari Doab és Majha) es troba entre els rius Ravi i Beas.

### Bist Doab
El Bist Doab (o Doaba) - entre els rius Beas i Sutlej.

### Altres Doabs
A més, l'extensió de terra que s'estén entre el Sutlej i el riu Yamunade vegades es diu el Delhi doab , encara que, estrictament parlant, no és un doab, ja que els dos rius que el delimiten, el Yamuna i Sutlej, no són confluents.

## Malwa Doab
Els rius que travessen la regió de Malwa, que abasta els estats actuals de Madhya Pradesh i parts del nord-est de Rajasthan, també ha estat anomenada Doab Alt Malwa i Doab Baix Malwa.

## Raichur Doab
El Raichur Doab és la regió triangular dels estats d'Andhra Pradesh i Karnataka que es troba entre el riu Krishna i el seu afluent el riu Tungabhadra, rep el nom de la ciutat de Raichur.